# Охотничий дворец Глинике
Охотничий дворец Гли́нике (нем. Jagdschloss Glienicke) — историческое здание в берлинском районе Ванзе, недалеко от Глиникского моста и в пределах видимости от Глиникского дворца и Бабельсбергского замка. Объект всемирного наследия ЮНЕСКО вместе с другими дворцами и садами Потсдама и Берлина.

## История
Дворец был построен в 1682—1693 годах архитектором Шарлем Филиппом Дьёссаром для «великого курфюрста». В 1701 году при короле Фридрихе I здание перестроили в стиле французского барокко. Король-солдат Фридрих Вильгельм I повелел разместить в охотничьем дворце лазарет гвардейского полка. Фридрих Великий в 1763 году подарил охотничий дворец Глинике текстильному фабриканту Исааку Левин Йоэлю. В 1827 году дворец перешёл в собственность педагога Вильгельма фон Тюрка, устроившего в нём сиротский приют. В 1859 году принц Карл Прусский поручил придворному архитектору Фердинанду фон Арниму перестроить охотничий дворец Глинике для проживания сына Фридриха Карла. В 1889 году архитектор Альберт Гайер надстроил этаж центральной части и возвёл башню.

После 1919 года сооружения охотничьего дворца в Глинике подверглись разрушению. При национал-социалистах в 1934 году охотничий дворец Глинике перешёл в собственность города. Его владелец еврей Игнац Нахер, предприниматель и крупный акционер пивоварни Энгельхардта, оказался под давлением обер-бургомистра Юлиуса Липперта и действовавшего заодно с ним Dresdner Bank и был вынужден проститься и с бизнесом, и с недвижимостью. Акции достались Липперту, а дворец вместе с парком перешли в собственность банка. Впоследствии сообщники обменялись награбленным. Липперт открыл парк для населения, а во дворце устроил свою резиденцию, предварительно отремонтировав здание за государственный счёт. 

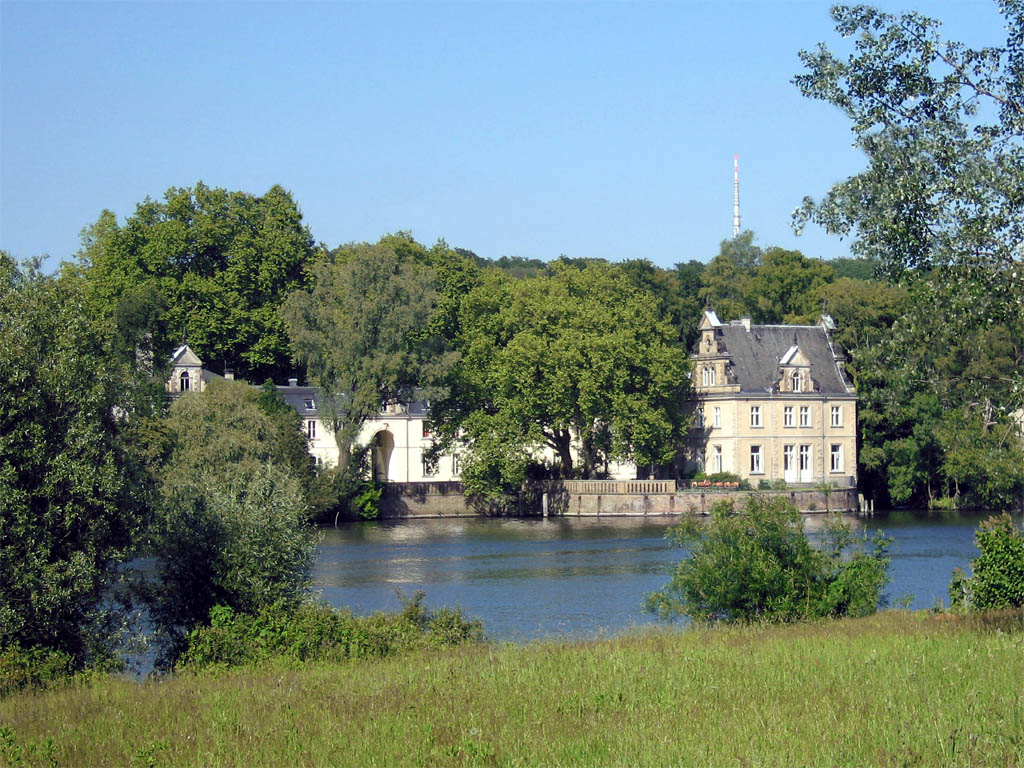
Вид на охотничий дворец Глинике из Бабельсбергского парка

После Второй мировой войны в охотничьем дворце Глинике размещался молодёжный туристический лагерь. В здании также хранилась часть имущества киностудии Ufa. В декорациях охотничьего дворца Глинике было снято несколько послевоенных фильмов, в том числе «Девушки в униформе». В охотничьем дворце Глинике также размещались жители Нойбабельсберга, выселенные из своих домов в преддверии Потсдамской конференции. С возведением Берлинской стены дворцовый парк оказался отделённым от суши, доступ к нему осуществлялся только со стороны Кёнигштрассе.
В 1963—1964 годах архитектор Макс Таут перестроил охотничий дворец Глинике под центр встреч молодёжи. Дорога ко дворцу и главный вход в него находились в закрытой зоне Клайн-Глинике, поэтому пришлось построить двухэтажный застеклённый входной флигель в форме эркера со стороны сада. В 1964—2003 годах в охотничьем дворце Глинике обитала молодёжь. С 2003 года в здании находится Берлинско-Бранденбургский институт повышения квалификации социальных педагогов. Свободные помещения дворца используются другими образовательными учреждениями для проведения семинаров и тренингов. 31 марта 2003 года южный флигель дворца получил серьёзный ущерб в результате возгорания и реставрировался в 2005—2006 годах по заказу Управления Сената Берлина по образованию, науке и исследованиям. После обрушения здания кухни в августе 2008 года санационные работы по основному зданию начались в апреле 2009 года и завершились лишь в октябре 2012 года.